# Lensia gnanamuthui
Lensia gnanamuthui är en nässeldjursart som beskrevs av Daniel 1964   . Lensia gnanamuthui ingår i släktet Lensia och familjen Diphyidae. Inga underarter finns listade i Catalogue of Life.